# Comuna Kungälv
Kungälv (Kungälvs kommun) este o comună din comitatul Västra Götalands län, Suedia, cu o populație de 42.109 locuitori (2013).

## Geografie

### Zone urbane
Lista celor mai mari zone urbane din comună (anul 2015) conform Biroului Central de Statistică al Suediei:
| Nr | Zona urbană                | Pop.   |
| -- | -------------------------- | ------ |
| 1  | Kungälv                    | 24.101 |
| 2  | Kode                       | 1.605  |
| 3  | Diseröd                    | 1.328  |
| 4  | Tjuvkil                    | 1.013  |
| 5  | Aröd și Timmervik          | 873    |
| 6  | Arvidsvik                  | 862    |
| 7  | Kärna                      | 604    |
| 8  | Kovikshamn și Åkerhög      | 494    |
| 9  | Rörtången și Ödsmåls mosse | 470    |
| 10 | Marstrand                  | 381    |

## Demografie
| \| Evoluția demografică în comuna Kungälv, 1970–2015 \| Evoluția demografică în comuna Kungälv, 1970–2015 \| Evoluția demografică în comuna Kungälv, 1970–2015 \| Evoluția demografică în comuna Kungälv, 1970–2015 \| Evoluția demografică în comuna Kungälv, 1970–2015 \| \| ----------------------------------------------------------------------------------------------------- \| ------------------------------------------------- \| ------------------------------------------------- \| ------------------------------------------------- \| ------------------------------------------------- \| \| An \| \| \| Locuitori \| \| \| 1970 \| 1970 \| \| 24242 \| 24242 \| \| 1975 \| 1975 \| \| 28311 \| 28311 \| \| 1980 \| 1980 \| \| 29702 \| 29702 \| \| 1985 \| 1985 \| \| 31745 \| 31745 \| \| 1990 \| 1990 \| \| 33772 \| 33772 \| \| 1995 \| 1995 \| \| 36251 \| 36251 \| \| 2000 \| 2000 \| \| 37191 \| 37191 \| \| 2005 \| 2005 \| \| 38703 \| 38703 \| \| 2010 \| 2010 \| \| 41241 \| 41241 \| \| 2015 \| 2015 \| \| 42730 \| 42730 \| \| Sursa: SCB - Statistika Centralbyrån, Folkmängd efter region, civilstånd, ålder och kön. År 1968–2016 \| \| \| \| \| |      |  |           |       |
| Evoluția demografică în comuna Kungälv, 1970–2015 |      |  |           |       |
| An |      |  | Locuitori |       |
| 1970 | 1970 |  | 24242     | 24242 |
| 1975 | 1975 |  | 28311     | 28311 |
| 1980 | 1980 |  | 29702     | 29702 |
| 1985 | 1985 |  | 31745     | 31745 |
| 1990 | 1990 |  | 33772     | 33772 |
| 1995 | 1995 |  | 36251     | 36251 |
| 2000 | 2000 |  | 37191     | 37191 |
| 2005 | 2005 |  | 38703     | 38703 |
| 2010 | 2010 |  | 41241     | 41241 |
| 2015 | 2015 |  | 42730     | 42730 |
| Sursa: SCB - Statistika Centralbyrån, Folkmängd efter region, civilstånd, ålder och kön. År 1968–2016 |      |  |           |       |